# Ctenus ornatus
Ctenus ornatus este o specie de păianjeni din genul Ctenus, familia Ctenidae. A fost descrisă pentru prima dată de Keyserling, 1877. Conform Catalogue of Life specia Ctenus ornatus nu are subspecii cunoscute.